# Lenny (1974.)
Lenny je američki biografski film iz 1974. godine o komičaru Lennyju Bruceu kojeg je režirao Bob Fosse, a u kojem je glavnu ulogu ostvario Dustin Hoffman. Scenarij je napisao Julian Barry prema vlastitoj istoimenoj drami.

## Radnja
Radnja filma "skače" između različitih razdoblja Bruceova života, uključujući scene kada je bio na vrhuncu slave kao i one kada je pred kraj života koristio pozornicu noćnih klubova kako bi izlijevao vlastite frustracije. Gledatelj izbliza prati kako su se Bruce i njegova buduća supruga, striptizeta Honey upoznali i provodili zajedničko vrijeme. Zbog obiteljskih obveza, Lenny pokuša svoj nastup napraviti što "sigurnijim", ali ne uspijeva. Konstantno u problemima zbog učestale upotrebe prostih riječi koje u to vrijeme nisu bile zakonom dozvoljene, kod Lennyja se stvara kompleks mesije koji dodatno potpaljuje njegov komičarski talent, ali i talent za samo-destrukciju. Izmoren od učestalih sudskih procesa protiv "sistema", na kraju filma Lenny Bruce umire od predoziranja morfijem 1966. godine.

## Glumačka postava
- Dustin Hoffman kao Lenny Bruce
- Valerie Perrine kao Honey Bruce
- Jan Miner kao Sally Marr
- Stanley Beck kao Artie Silver
- Rashel Novikoff kao teta Mema
- Gary Morton kao Sherman Hart
- Guy Rennie kao Jack Goldman

## Kritike
Film Lenny pobrao je hvalospjeve kritičara i publike. Na popularnoj Internet stranici Rotten Tomatoes film ima 100% pozitivnih ocjena od sveukupno 16 zaprimljenih kritika.

## Nagrade i nominacije
Valerie Perrine je osvojila nagradu za najbolju glumicu na filmskom festivalu u Cannesu 1975. godine.

### Oscar
Film Lenny nominiran je u šest kategorija za prestižnu filmsku nagradu Oscar, ali nije osvojio niti jednu.
- Najbolji film - Marvin Worth
- Najbolji redatelj - Bob Fosse
- Najbolji glumac - Dustin Hoffman
- Najbolja glumica - Valerie Perrine
- Najbolji adaptirani scenarij - Julian Barry
- Najbolja kamera - Bruce Surtees

### Zlatni globus
Film Lenny nominiran je u tri kategorije za nagradu Zlatni globus, ali nije osvojio niti jednu.
- Najbolji redatelj - Bob Fosse
- Najbolji glumac (drama) - Dustin Hoffman
- Najbolja glumica (drama) - Valerie Perrine

## Vanjske poveznice
- Lenny u internetskoj bazi filmova IMDb-a
- Lenny na Rotten Tomatoes